# 디지털 라디오 수신기 프로파일
디지털 라디오 수신기 프로파일 (Digital Radio Receiver Profiles)은 유럽 및 세계적으로 Eureka 147 기반의 시스템, 즉, DAB, DAB+, DMB 규격을 기반으로 하는 디지털 라디오 시장 활성화를 위해 만들어졌으며, WorldDMB에서 2008년 9월에 발표되었다.
이 프로파일은 디지털 라디오 수신기 유형별로 최소한의 기능을 정의하였다. 이로써 일정한 품질과 서비스, 상호운용성을 보장하여 방송사들은 수신기가 해당 방송을 제대로 수신해줄 것을 확신하며 방송을 제작, 송출할 수 있고, 단말기 제조사들 역시 표준에 적합하고 서비스 가능한 수신기를 만들 수 있다. 소비자들 역시 자신들이 선택하는 단말기들이 필요한 기능을 갖추었음을 믿고 구입할 수 있다.

## 범위
디지털 라디오 수신기 프로파일은 각 프로파일에 속하는 제품들이 최소한 갖추어야 하는 기능을 정의하였다 (구현되어야 할 필수 기능 (mandatory features)과 권고 기능(recommended features)). 제조사들은 세 가지 프로파일 중 하나를 명시하여 표준을 준수하고, 차별화를 위해 추가적인 기능을 구현할 수도 있다.

## 수신기 프로파일 1 - 표준 라디오 수신기
프로파일 1은 기본적인 alphanumeric 디스플레이 기능을 가진 오디오 수신기들의 기능을 정의한다.
스펙트럼
- 모든 영역에서 Band 3 수신(174 ~ 240 MHz) - 필수.

- 모든 차량 장착 제품과 L-Band 서비스가 방송되거나 라이센스를 가진 지역에서 판매되는 수신기들은 L-Band 수신(1452 ~ 1492 MHz) - 필수.

채널 디코딩:
- 최소한 하나의 서브채널을 디코딩 - 필수.

- DAB 오디오 서비스를 담은 서브 채널을 위해서는 최소한 280개의 Capacity Units (e.g. 256 kbps@UEP1)을 디코딩하는 것 - 필수.

- DAB+나 DMB 서비스를 담은 서브 채널을 위해서는 최소 144개의 Capacity Units (e.g. 256 kbps@EEP3B, 192 kbps@EEP3A, 96kbps@EEP1A)을 디코딩하는 것 - 필수.

오디오
- MPEG 계층 2 디코딩 - 필수.

- MPEG-4 HE AACv2 디코딩 - 필수.

텍스트
- 서비스 레이블 (방송국 이름) 디스플레이 - 필수.

- 두 줄 (2 line) 디스플레이가 가능하거나 혹은 더 나은 사양의 제품은 Dynamic label 디스플레이 - 필수 (차량 제품 제외).

EPG
- 적합한 디스플레이가 가능한 제품의 경우 EPG를 표현할 것. EPG를 구현하는 경우에는 서비스를 선택하는 데 사용될 수 있다. – 권고

아날로그 서비스
- 모든 제품은FM-RDS와 MW (AM) 디코딩을 제공할 것. – 권고

트래픽 & 트래블
차량 제품은 TPEG과 TMC 디코딩을 할 것. – 권고
차량 제품은 announcement signalling과 스위칭 기능을 제공할 것. – 권고.
다음 서비스
- FM-RDS 디코딩을 포함하고 있는 차량 제품은 FM-RDS를 통해 서비스되는 DAB, DAB+, DMB 서비스, 혹은 이들의 signalled 동시방송(simulcast)을 지원할 것 – 필수

- 차량 제품은 인접한 DAB 앙상블을 통해 DAB, DAB+, DMB 중, 혹은 이들의 동시방송이 서비스될 때 이를 지원할 것. – 권고.

## 수신기 프로파일 2 - 리치 미디어 라디오 수신기
프로파일 2는 최소 320x240 픽셀의 컬러 스크린을 가진 오디오 수신기들을 위한 기능을 정의한다.
프로파일 2 지원 제품들은 프로파일 1에 정의된 기능들을 모두 구현하고, 다음 기능들을 추가적으로 제공한다.
채널 디코딩
- 최소 네 개의 서브채널 디코딩 – 필수.

- 최소 288 개의 Capacity Units (total) – 필수.

텍스트
- DL+ 와 Intellitext 표현 – 필수.

- Journaline 표현 – 권고.

EPG
- EPG 표현 – 필수.

EPG는 서비스를 선택하거나 녹음하는 데 사용될 수 있다.
- 고급 프로파일 (advanced profile) 디코딩 – 필수.

슬라이드쇼
- SlideShow 표현 – 필수.

BIFS
- MPEG-4 BIFS 표현 – 필수.

방송 웹사이트
- 적합한 브라우저나 내비게이션이 존재할 경우, BWS 표현 – 권고.

교통 & 여행
- 차량 제품의 경우, 통합(integrated) 내비게이션을 갖춘 경우, TPEG과 TMC 디코딩 – 필수.

다음 서비스
- 개인 제품의 경우, DAB, DAB+, DMB 서비스, 혹은 이들의 signalled simulcast가 인접한 DAB 앙상블 혹은 FM-RDS를 통해 서비스될 경우, 이 서비스들을 지원할 것. – 권고.

## 수신기 프로파일 3 - 멀티미디어 수신기
프로파일 3은 비디오를 보여줄 수 있는 컬러 스크린을 가진 다목적 수신기들을 위한 기능을 정의한다.
프로파일 3 지원 제품들은 프로파일 2에 정의된 기능들을 모두 구현하고, 다음 기능들을 추가적으로 제공한다.
채널 디코딩
- 최소한 432 개의 Capacity Units (total)을 디코딩 – 필수.

비디오
- H.264 디코딩 – 필수.[1]